# Wilhelm Gottlieb Tilesius von Tilenau
Wilhelm Gottlieb Tilesius von Tilenau (ur. 17 lipca 1769 w Mühlhausen/Thüringen, zm. 17 maja 1857 tamże) – niemiecki botanik, podróżnik, lekarz i rysownik.

## Życiorys

### Młodość
W 1790 rozpoczął studia medyczne i przyrodnicze na Uniwersytecie w Lipsku, równocześnie uczył się rysunku u Adama Friedricha Oesera w Akademii Sztuk Pięknych w Pleissenburgu. W 1795 uzyskał magisterium, dwa lata później tytuł doktora filozofii, zaś w 1801 został doktorem nauk medycznych. Podczas studiów razem z Johannem Centuriusem von Hoffmannseggiem odbył podróż morską do Portugalii, w czasie której prowadził badania nad zwierzętami morskimi. Przebywając w Lizbonie pogłębiał swoją wiedzę w zakresie medycyny oraz prowadził praktykę lekarską. Po powrocie do ojczyzny opublikował wyniki badań nad zwierzętami morskimi, a także wykładał dermatologię, wenerologię i okulistykę na niemieckich uczelniach uniwersyteckich.

### Pobyt w Moskwie
W 1803 przyjął propozycję pracy na Uniwersytecie Moskiewskim i został mianowany profesorem. W tym samym roku Adam Johann von Krusenstern zaproponował mu odbycie podróży naukowej razem z przyrodnikiem Georgiem von Langsdorffem, dodatkowo miał na statku pełnić rolę lekarza. Wyruszyli 26 lipca 1803 z Kronsztadu dwoma statkami "Nadzieja" i "Neva", przepłynęli Atlantyk, wyruszyli w kierunku Alaski, opłynęli Kamczatkę, Wyspy Kurylskie i Sachalin. Przepłynęli obok Chin aż do Oceanu Indyjskiego, opłynęli Afrykę i Europę, a następnie przez Bałtyk powrócili 19 sierpnia 1806 do Moskwy. Podczas trwającej ponad trzy lata podróży Wilhelm Gottlieb Tilesius von Tilenau prowadził badania naukowe z zakresu zoologii, ich efektem były liczne prace dotyczące jamochłonów, ryb i szkarłupni, które opublikowała Cesarska Akademia Nauk. Przez całą podróż wykonywał ilustracje, grafiki i szkice opisywanych zwierząt, napotykanych ludzi, którzy byli obiektami badań etnograficznych. Po powrocie do Rosji został odznaczony Orderem Świętego Włodzimierza, co było równoznaczne z członkostwem w Cesarskiej Akademii Sztuk Pięknych, równocześnie przyznano mu dożywotnią emeryturę w wysokości 300 rubli rocznie. W 1807 poślubił Olympię von Sitzky, córkę polskiego szlachcica i Rosjanki, rok później urodził im się syn Adolf.

### Powrót do Niemiec
W 1809 ich związek się rozpadł, pięć lat później Tilesius von Tilenau opuścił Rosję i powrócił do rodzinnego miasta. Syna oddał pod opiekę krewnej, a sam poświęcił się pracy naukowej. Niestety nie osiągnął on w świecie nauki pozycji, którą cieszył się jego rówieśnik Alexander von Humboldt.
Opracowywał materiały z podróży, publikował wyniki prowadzonych badań dotyczących zoologii, medycyny i etnografii. Otrzymał członkostwo wszystkich znaczących towarzystw naukowych, ale żadna uczelnia nie zaproponowała mu profesury. Resztę życia spędził w Muhlhausen i w Lipsku, zmarł w wieku 87 lat.

## Dorobek naukowy
Podczas pobytu w Rosji dokonał rekonstrukcji szkieletu mamuta Adamsa, na podstawie szczątków mamuta włochatego, które w niemal nienaruszonym stanie odnaleziono w 1806 na Syberii. Jedynym popełnionym błędem było niewłaściwe umiejscowienie jego ciosów, ale uważa się, że była to jedna z pierwszych prób rekonstrukcji szkieletów wymarłych zwierząt. Podczas obu podróży zebrał bogaty materiał naukowy, który był postawą dla badań i opracowań, które kontynuował do końca życia. Opisał i zilustrował bardzo dużą liczbę zwierząt morskich, wiele z tych gatunków wcześniej nie było znanych. Dzięki jego badaniom etnograficznym przybliżył Europejczykom tereny, które wówczas były mało znane.

### Najważniejsze opracowania
- 1799: "Nachtrag zur Berichtigung einzelner Ansichten in dem Gemälde von Lissabon und einzelne Fragmente eines Augenzeugen zur Kenntniß dieser Hauptstadt". In: Joseph-Barthélemy-François Carrère, Neuestes Gemälde von Lissabon. Aus dem Franz. Mit einem Anhang von W. Tilesius. Leipzig, Karl Wilhelm Küchl (s. 321-504).
- 1799: Johann Christian Rosenmüller/Wilhelm Gottlieb Tilesius (Hg.), Beschreibung merkwürdiger Höhlen. Ein Beitrag zur physikalischen Geschichte der Erde. Leipzig, Breitkopf und Härtel.
- 1800: Verzeichnis und Bestimmung merkwürdiger Seeproducte
- 1800: "Ueber den Zustand der Zergliederungskunst in Portugal". In: Johann Christian Rosenmüller/Heinrich F. Isenflamm (Hg.), Beiträge für die Zergliederungskunst. Bd. 1, Heft 3. Leipzig, Tauchnitz (s. 383-435).
- 1802: Über die sogenannten Seemäuse
- 1802: Jahrbuch der Naturgeschichte zur Anzeige und Prüfung neuer Entdeckungen und Beobachtungen und zur solcher Aufnahme solcher Beyträge, welche zur Erweiterung und Berichtigung der gesammten Naturgeschichte unmittelbar abzwecken. Bd. 1. Leipzig, Karl Wilhelm Küchl.
- 1813: Naturhistorische Früchte der ersten russischen Weltumsegelung.